# 信诃沙里
信诃沙里（Singhasari）是于1222年及1292年间存在于东爪哇的一个王国，忽必烈遣使要求其归降，但被拒绝，最终被元朝海军所灭。
宋朝時，爪哇島上有三個國家：西部的塔魯納國，中部的訶陵國，東部的東爪哇國。宋太宗淳化三年（992年），東爪哇國王穆羅茶（Dharmvamca）遣使朝貢宋朝。當時穆羅茶王已統一爪哇島，勢力擴展到峇里島、渤林邦、並和蘇門答臘島上的三佛齊國交戰。但東爪哇-三佛齊戰爭結果，東爪哇國兵敗，國王穆羅茶被殺。三佛齊勢力擴展入爪哇島。
十三世紀時信訶沙里國開始於爪哇島上崛起。1290年，信訶沙里國王克塔納伽拉將三佛齊逐出爪哇。信訶沙里國王克塔納伽拉的女婿羅登·韋查耶創立強大的滿者伯夷王朝，以滿者伯夷城為首都（在今泗水西南）。隨後信訶沙里國王克塔納伽拉被叛將賈亞卡特望殺害。 
1292年元至元二十九年，元世祖忽必烈派遣一千艘戰艦組成的海軍，從福建泉州渡海，登陸爪哇，聯合信訶沙里王女婿克塔拉亞薩攻打信訶沙里國叛將賈亞卡特望，滅信訶沙里國。
滿者伯夷國王羅登·韋查耶隨後反戈，打退元軍，統一爪哇。元史稱滿者伯夷為「麻偌巴歇」，是爪哇國的國都。